# 40 de întrebări cu Denise Rifai
40 de întrebări cu Denise Rifai este un talk show românesc transmis de postul de televiziune Kanal D începând cu 6 octombrie 2020. Emisiunea se desfășoară sub forma unui interviu luat de moderatoarea Denise Rifai unor personalități din diverse domenii.

## Format
Fiecare emisiune are ca invitat o personalitate din România, dintr-un domeniu precum politica, sportul, televiziunea sau industria muzicală. Moderatoarea Denise Rifai adresează persoanei invitate o serie de patruzeci de întrebări legate de viața profesională sau personală a acesteia, bazate pe informații acumulate din presă. Aceasta are la dispoziție două minute pentru a răspunde și a discuta subiectul. În cazul în care răspunsul depășește cele două minute alocate, Rifai îl poate prelungi cu un număr de secunde menționat. Persoana invitată are dreptul să refuze să răspundă la întrebări. O parte din întrebări, prezentate ca „întrebări roșii”, ating un subiect mai sensibil sau controversat.

## Sezonul 1
| Nr. episod: | Invitat:                 | Cunoscut ca:                  | Data televizării originale: |
| ----------- | ------------------------ | ----------------------------- | --------------------------- |
| 1           | Elena Udrea              | Fostă politiciană             | 6 octombrie 2020            |
| 2           | Viorica Dăncilă          | Politiciană                   | 13 octombrie 2020           |
| 3           | Gheorghe Popescu         | Fost jucător de fotbal        | 20 octombrie 2020           |
| 4           | Marian Vanghelie         | Politician                    | 27 octombrie 2020           |
| 5           | Viorel Cataramă          | Om de afaceri                 | 3 noiembrie 2020            |
| 6           | Ilie Năstase             | Fost jucător de tenis         | 10 noiembrie 2020           |
| 7           | Teo Trandafir            | Prezentatoare de televiziune  | 17 noiembrie 2020           |
| 8           | Silviu Prigoană          | Om de afaceri                 | 24 noiembrie 2020           |
| 9           | Ion Cristoiu             | Jurnalist                     | 1 decembrie 2020            |
| 10          | Victor Ponta             | Politician                    | 8 decembrie 2020            |
| 11          | Irinel Columbeanu        | Om de afaceri                 | 15 decembrie 2020           |
| 12          | Dan Bittman              | Cântăreț                      | 22 decembrie 2020           |
| 13          | Anamaria Prodan          | Impresară de fotbal           | 29 decembrie 2020           |
| 14          | Adrian Năstase           | Politician                    | 5 ianuarie 2021             |
| 15          | Dan Negru                | Prezentator de televiziune    | 12 ianuarie 2021            |
| 16          | Cristi Borcea            | Om de afaceri                 | 19 ianuarie 2021            |
| 17          | Petre Roman              | Politician                    | 26 ianuarie 2021            |
| 18          | Vali Vijelie             | Cântăreț                      | 2 februarie 2021            |
| 19          | Dan Barna                | Politician                    | 2 martie 2021               |
| 20          | Sorin Oprescu            | Politician                    | 9 martie 2021               |
| 21          | Marius Manole            | Actor                         | 16 martie 2021              |
| 22          | Ludovic Orban            | Politician                    | 23 martie 2021              |
| 23          | Alexandra Stan           | Cântăreață                    | 30 martie 2021              |
| 24          | Cristian Popescu Piedone | Politician                    | 6 aprilie 2021              |
| 25          | Cozmin Gușă              | Politician                    | 13 aprilie 2021             |
| 26          | Marian Drăgulescu        | Fost gimnast                  | 20 aprilie 2021             |
| 27          | Mădălin Voicu            | Politician                    | 27 aprilie 2021             |
| 28          | Sofia Vicoveanca         | Interpretă de muzică populară | 4 mai 2021                  |
| 29          | Raluca Bădulescu         | Vedetă de televiziune         | 11 mai 2021                 |
| 30          | Theodor Stolojan         | Politician                    | 18 mai 2021                 |
| 31          | Miron Cozma              | Politician                    | 25 mai 2021                 |
| 32          | Cristian Țânțăreanu      | Om de afaceri                 | 1 iunie 2021                |
| 33          | Marcel Ciolacu           | Politician                    | 8 iunie 2021                |
| 34          | Adrian Minune            | Cântăreț                      | 15 iunie 2021               |
| 35          | Gabriela Firea           | Politiciană                   | 22 iunie 2021               |
| 36          | Cornel Dinu              | Fost jucător de fotbal        | 29 iunie 2021               |
| 37          | Rodica Popescu Bitănescu | Actriță                       | 6 iulie 2021                |
| 38          | Damian Drăghici          | Cântăreț                      | 13 iulie 2021               |
| 39          | Mihai Tudose             | Politician                    | 20 iulie 2021               |
| 40          | Mircea Diaconu           | Politician                    | 27 iulie 2021               |

## Sezonul 2
| Nr. episod: | Invitat:             | Cunoscut ca:                  | Data televizării originale: |
| ----------- | -------------------- | ----------------------------- | --------------------------- |
| 1           | Andreea Marin        | Prezentatoare de televiziune  | 24 august 2021              |
| 2           | Sorin Cîmpeanu       | Politician                    | 31 august 2021              |
| 3           | Cătălin Botezatu     | Creator de modă               | 12 septembrie 2021          |
| 4           | Dacian Cioloș        | Politician                    | 26 septembrie 2021          |
| 5           | Mugur Mihăescu       | Actor                         | 3 octombrie 2021            |
| 6           | Monica Tatoiu        | Femeie de afaceri             | 10 octombrie 2021           |
| 7           | Liviu Dragnea        | Politician                    | 17 octombrie 2021           |
| 8           | Mohammad Murad       | Om de afaceri                 | 24 octombrie 2021           |
| 9           | George Simion        | Politician                    | 31 octombrie 2021           |
| 10          | Ramona Bădescu       | Actriță                       | 7 noiembrie 2021            |
| 11          | Codrin Ștefănescu    | Politician                    | 14 noiembrie 2021           |
| 12          | Jean de la Craiova   | Cântăreț                      | 21 noiembrie 2021           |
| 13          | Teodor Meleșcanu     | Politician                    | 28 noiembrie 2021           |
| 14          | Dumitru Dragomir     | Fost jucător de fotbal        | 5 decembrie 2021            |
| 15          | Victor Ciorbea       | Politician                    | 12 decembrie 2021           |
| 16          | Andreea Mantea       | Prezentatoare de televiziune  | 26 decembrie 2021           |
| 17          | Connect-R            | Cântăreț                      | 9 ianuarie 2022             |
| 18          | Răzvan Lucescu       | Antrenor de fotbal            | 16 ianuarie 2022            |
| 19          | Leon Dănăilă         | Medic neurochirurg            | 23 ianuarie 2022            |
| 20          | Sandra Izbașa        | Fostă gimnastă                | 30 ianuarie 2022            |
| 21          | Carmen Tănase        | Actriță                       | 6 februarie 2022            |
| 22          | Mihai Chirica        | Politician                    | 13 februarie 2022           |
| 23          | Toni Grecu           | Actor                         | 20 februarie 2022           |
| 24          | Ovidiu Lipan         | Toboșar                       | 6 martie 2022               |
| 25          | Maurice Munteanu     | Critic de modă                | 13 martie 2022              |
| 26          | Raluca Turcan        | Politiciană                   | 20 martie 2022              |
| 27          | Dorel Vișan          | Actor                         | 27 martie 2022              |
| 28          | Mioara Velicu        | Interpretă de muzică populară | 3 aprilie 2022              |
| 29          | Ilinca Vandici       | Prezentatoare de televiziune  | 10 aprilie 2022             |
| 30          | Grigore Leșe         | Interpret de muzică populară  | 17 aprilie 2022             |
| 31          | Constantin Necula    | Preot ortodox                 | 24 aprilie 2022             |
| 32          | Robert Turcescu      | Politician                    | 1 mai 2022                  |
| 33          | Maia Morgenstern     | Actriță                       | 8 mai 2022                  |
| 34          | Miron Mitrea         | Politician                    | 22 mai 2022                 |
| 35          | Laurențiu Reghecampf | Antrenor de fotbal            | 29 mai 2022                 |
| 36          | Andreea Bănică       | Cântăreață                    | 5 iunie 2022                |
| 37          | Cătălin Moroșanu     | Kickboxer                     | 12 iunie 2022               |
| 38          | Dumitru Prunariu     | Cosmonaut                     | 26 iunie 2022               |
| 39          | Rareș Bogdan         | Politician                    | 3 iulie 2022                |
| 40          | Daniela Gyorfi       | Cântăreață                    | 10 iulie 2022               |
| 41          | Diana Șoșoacă        | Politiciană                   | 24 iulie 2022               |

## Sezonul 3
| Nr. episod: | Invitat:                  | Cunoscut ca:                  | Data televizării originale: |
| ----------- | ------------------------- | ----------------------------- | --------------------------- |
| 1           | Adrian Vasile             | Antrenor de handbal           | 28 august 2022              |
| 2           | Maria Dragomiroiu         | Interpretă de muzică populară | 3 septembrie 2022           |
| 3           | Joshua Castellano         | Om de afaceri                 | 10 septembrie 2022          |
| 4           | Romică Țociu              | Actor                         | 17 septembrie 2022          |
| 5           | Sorin Grindeanu           | Politician                    | 24 septembrie 2022          |
| 6           | Laurențiu Duță            | Cântăreț                      | 2 octombrie 2022            |
| 7           | Cristian Boureanu         | Politician                    | 11 octombrie 2022           |
| 8           | Bănel Nicoliță            | Jucător de fotbal             | 16 octombrie 2022           |
| 9           | Cristian Onețiu           | Om de afaceri                 | 23 octombrie 2022           |
| 10          | Petre Daea                | Politician                    | 30 octombrie 2022           |
| 11          | CRBL                      | Cântăreț                      | 6 noiembrie 2022            |
| 12          | Adrian Porumboiu          | Fost jucător de fotbal        | 13 noiembrie 2022           |
| 13          | Virgil Ianțu              | Prezentator de televiziune    | 20 noiembrie 2022           |
| 14          | Florin Piersic Jr.        | Actor                         | 27 noiembrie 2022           |
| 15          | Cristian Sabbagh          | Jurnalist                     | 4 decembrie 2022            |
| 16          | Cătălin Zmărăndescu       | Kickboxer                     | 11 decembrie 2022           |
| 17          | Daniela Condurache        | Interpretă de muzică populară | 18 decembrie 2022           |
| 18          | Anda Adam                 | Cântăreață                    | 8 ianuarie 2023             |
| 19          | Cosmin Nedelcu            | Comediant                     | 15 ianuarie 2023            |
| 20          | Romanița Iovan            | Creatoare de modă             | 22 ianuarie 2023            |
| 21          | Șerban Huidu              | Jurnalist                     | 29 ianuarie 2023            |
| 22          | Adriana Bahmuțeanu        | Prezentatoare de televiziune  | 5 februarie 2023            |
| 23          | Florin Zamfirescu         | Actor                         | 12 februarie 2023           |
| 24          | Alina Gorghiu             | Politiciană                   | 19 februarie 2023           |
| 25          | Emil Rengle               | Coregraf                      | 26 februarie 2023           |
| 26          | Andrei Șelaru             | Creator de conținut           | 5 martie 2023               |
| 27          | Aurelian Temișan          | Cântăreț                      | 12 martie 2023              |
| 28          | Matilda Pascal Cojocărița | Interpretă de muzică populară | 19 martie 2023              |
| 29          | Raed Arafat               | Politician                    | 26 martie 2023              |
| 30          | Mihaela Tatu              | Prezentatoare de televiziune  | 2 aprilie 2023              |
| 31          | Francisc Doboș            | Preot catolic                 | 9 aprilie 2023              |
| 32          | Mihai Mărgineanu          | Cântăreț                      | 23 aprilie 2023             |
| 33          | Andreea Raicu             | Prezentatoare de televiziune  | 30 aprilie 2023             |
| 34          | Marcel Pavel              | Cântăreț                      | 7 mai 2023                  |
| 35          | Irina Margareta Nistor    | Critic de film                | 14 mai 2023                 |
| 36          | Bobby Păunescu            | Regizor de film               | 21 mai 2023                 |
| 37          | Vica Blochina             | Vedetă de televiziune         | 28 mai 2023                 |
| 38          | Adrian Despot             | Cântăreț                      | 4 iunie 2023                |
| 39          | Rică Răducanu             | Fost jucător de fotbal        | 11 iunie 2023               |
| 40          | Adina Alberts             | Medic estetician              | 2 iulie 2023                |
| 41          | Dana Săvuică              | Femeie de afaceri             | 9 iulie 2023                |
| 42          | Rona Hartner              | Actriță                       | 16 iulie 2023               |
| 43          | Lucian Romașcanu          | Politician                    | 30 iulie 2023               |

## Sezonul 4
| Nr. episod: | Invitat:                  | Cunoscut ca:                  | Data televizării originale: |
| ----------- | ------------------------- | ----------------------------- | --------------------------- |
| 1           | Cornel Palade             | Actor                         | 10 septembrie 2023          |
| 2           | Narcisa Suciu             | Cântăreață                    | 17 septembrie 2023          |
| 3           | Florin Salam              | Cântăreț                      | 24 septembrie 2023          |
| 4           | Helmut Duckadam           | Portar                        | 1 octombrie 2023            |
| 5           | Adina Buzatu              | Creatoare de modă             | 8 octombrie 2023            |
| 6           | Nicolae Ciucă             | Politician                    | 15 octombrie 2023           |
| 7           | Constantin Enceanu        | Interpret de muzică populară  | 22 octombrie 2023           |
| 8           | Magda Catone              | Actriță                       | 29 octombrie 2023           |
| 9           | Doru Octavian Dumitru     | Comediant                     | 5 noiembrie 2023            |
| 10          | Mihai Leu                 | Kickboxer                     | 12 noiembrie 2023           |
| 11          | Gabriel Oprea             | Politician                    | 19 noiembrie 2023           |
| 12          | Adrian Hădean             | Bucătar                       | 3 decembrie 2023            |
| 13          | Daciana Sârbu             | Politiciană                   | 10 decembrie 2023           |
| 14          | Jean Paler                | Actor                         | 14 ianuarie 2024            |
| 15          | Elena Lasconi             | Politiciană                   | 21 ianuarie 2024            |
| 16          | Iuliana Marciuc           | Prezentatoare de televiziune  | 28 ianuarie 2024            |
| 17          | Robert Negoiță            | Politician                    | 4 februarie 2024            |
| 18          | Lidia Fecioru             | Bioterapeut                   | 11 februarie 2024           |
| 19          | Andrew Tate               | Kickboxer                     | 19 februarie 2024           |
| 20          | Nicușor Dan               | Politician                    | 25 februarie 2024           |
| 21          | Sanda Ladoși              | Cântăreață                    | 10 martie 2024              |
| 22          | Claudia Pătrășcanu        | Cântăreață                    | 17 martie 2024              |
| 23          | Victor Ciutacu            | Jurnalist                     | 24 martie 2024              |
| 24          | Larisa Iordache           | Gimnastă                      | 31 martie 2024              |
| 25          | Rita Mureșan              | Designer vestimentar          | 7 aprilie 2024              |
| 26          | Denisa Tănase             | Cântăreață                    | 14 aprilie 2024             |
| 27          | Cătălin Cîrstoiu          | Medic ortoped                 | 21 aprilie 2024             |
| 28          | Dumitru Constantin Dulcan | Medic neurolog                | 28 aprilie 2024             |
| 29          | Maria Cârneci             | Interpretă de muzică populară | 5 mai 2024                  |
| 30          | Alin Oprea                | Cântăreț                      | 12 mai 2024                 |
| 31          | Tavi Colen                | Cântăreț                      | 19 mai 2024                 |
| 32          | Claudiu Bleonț            | Actor                         | 2 iunie 2024                |
| 33          | Nicu Paleru               | Cântăreț                      | 9 iunie 2024                |
| 34          | Marina Almășan            | Prezentatoare de televiziune  | 16 iunie 2024               |
| 35          | Ioan Lupescu              | Fost jucător de fotbal        | 23 iunie 2024               |
| 36          | Dan Puric                 | Actor                         | 30 iunie 2024               |
| 37          | Serghei Mizil             | Om de afaceri                 | 7 iulie 2024                |

## Sezonul 5
| Nr. episod: | Invitat:             | Cunoscut ca:                 | Data televizării originale: |
| ----------- | -------------------- | ---------------------------- | --------------------------- |
| 1           | Monica Pop           | Medic oftalmolog             | 25 august 2024              |
| 2           | Oana Radu            | Cântăreață                   | 1 septembrie 2024           |
| 3           | Oana Niculescu-Mizil | Polticiană                   | 8 septembrie 2024           |
| 4           | Ozana Barabancea     | Cântăreață                   | 15 septembrie 2024          |
| 5           | Mona Nicolici        | Jurnalistă                   | 22 septembrie 2024          |
| 6           | Iuliana Tudor        | Prezentatoare de televiziune | 29 septembrie 2024          |
| 7           | Leonard Doroftei     | Luptător K1                  | 6 octombrie 2024            |
| 8           | Lucian Mîndruță      | Jurnalist                    | 13 octombrie 2024           |
| 9           | Rodica Mandache      | Actriță                      | 27 octombrie 2024           |
| 10          | Oana Lis             | Vedetă de televiziune        | 3 noiembrie 2024            |
| 11          | Emil Mitrache        | Actor                        | 10 noiembrie 2024           |
| 12          | Emilia Ghinescu      | Cântăreață                   | 1 decembrie 2024            |
| 13          | Adrian Cioroianu     | Jurnalist                    | 15 decembrie 2024           |
| 14          | Brianna Caradja      | Prințesă                     | 12 ianuarie 2025            |
| 15          | Laura Vicol          | Politician                   | 26 ianuarie 2025            |
| 16          | Dan Diaconescu       | Jurnalist                    | 9 februarie 2025            |
| 17          | Crin Antonescu       | Politician                   | 16 februarie 2025           |
| 18          | Mihai Găinușă        | Jurnalist                    | 23 februarie 2025           |
| 19          | Mircea Popa          | Creator de conținut          | 3 martie 2025               |
| 20          | Victor Ponta         | Politician                   | 17 martie 2025              |
| 21          | Irina Petrea         | Psiholog                     | 23 martie 2025              |
| 22          | Elisabeta Lipă       | Canotătoare                  | 30 martie 2025              |
| 23          | Oreste Teodorescu    | Jurnalist                    | 6 aprilie 2025              |
| 24          | Georgiana Lobonț     | Cântăreață                   | 13 aprilie 2025             |
| 25          | Dan Damaschin        | Preot                        | 20 aprilie 2025             |
| 26          | Romina Gingașu       | Femeie de afaceri            | 27 aprilie 2025             |
| 27          | Maria Marinescu      | Creatoare de modă            | 4 mai 2025                  |
| 28          | Mihai Mitoșeru       | Prezentator de televiziune   | 11 mai 2025                 |
| 29          | Tzancă Uraganu       | Cântăreț                     | 25 mai 2025                 |
| 30          | Roxana Erdei         | Creator de conținut          | 1 iunie 2025                |